# Šlechtický titul

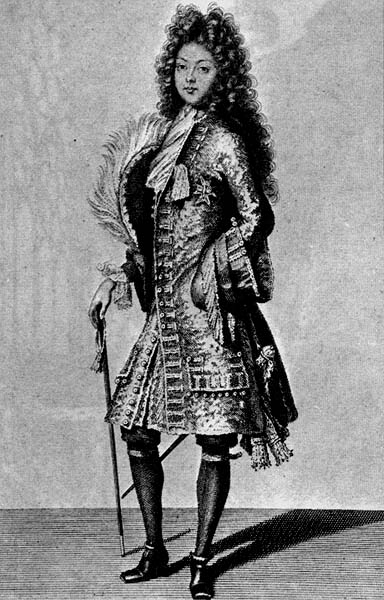
Ludvík August se stal vévodou z Maine díky Ludvíku XIV. a jeho právu fons honorum

Šlechtický titul a hodnost byly udělovány zejména v monarchiích panovníkem, který je fons honorum. Udělením šlechtické hodnosti se osoba, a zpravidla i její potomci, stávají členy aristokracie. S udělením šlechtické hodnosti souvisí i její správné titulování: např. titulem šlechtické hodnosti krále je Veličenstvo, titulem hodnosti knížete je Jasnost, titulem hodnosti hraběte je hraběcí Milost atd. Šlechtická hodnost bývala spojená se zvláštní výsadou, například jako je právo nosit erb, právo pečetit červeným či zeleným voskem a účast na správě státu.

## Šlechtické tituly v českých zemích
V českých zemích do roku 1848 mohl pouze šlechtic zasedat na zemském sněmu, vlastnit deskový statek či mohl vykonávat určité úřady. Poddanství a robotní povinnosti vůči šlechtě byly zrušeny 7. září 1848 císařem Ferdinandem I. na návrh říšského sněmu.
Po vzniku Československa byly šlechtictví a veškerá z něj plynoucí práva zrušeny zákonem č. 61/1918 Sb. z 10. prosince 1918. Bývalým šlechticům bylo zapovězeno, aby užívali svého rodného jména s přídomkem nebo dodatkem, vyznačujícím šlechtictví. Zákon je stále v platnosti. V lednu 1939 vláda Druhé republiky zahájila kroky pro obnovení šlechtických titulů a již po okupaci v březnu 1939 byl protektorátními úřady původní zákon zrušen, ale předpisy vydané v této době nebyly po válce uznány (byly prohlášeny za neplatné).
Zákonem č. 243/1920 Sb. byly za porušování zákazu užívání šlechtických titulů a označování se za šlechtice, ač bylo šlechtictví zrušeno, doplněny sankce. Peněžitým trestem nebo krátkým vězením měl být potrestán každý, kdo úmyslně a veřejně užívá šlechtických titulů, erbů, řádů, vyznamenání, jež byly zákonem zrušeny, nebo kdo takovým způsobem hledí naznačiti své bývalé šlechtictví a kdo v tisku někomu dává zákonem zrušený titul šlechtický. Tato úprava byla převzata do zákona č. 268/1936 Sb., který navíc stanovil, že se zákaz vztahuje i československé občany v zahraničí. Tento zákon byl v roce 1949 zrušen a nahrazen zákonem č. 247/1949 Sb., který již sankční ustanovení za porušování zákona č. 61/1918 Sb. neobsahoval; v současnosti tak jeho porušení nezakládá přestupek ani trestný čin.
| - český král (královna) - moravský markrabě - slezská knížata |  | - kníže, kněžna (knížecí stav) - hrabě, hraběnka (hraběcí stav) - svobodný pán, svobodná paní (stav svobodných pánů) - pán, paní (panský stav) |  | - rytíř, dáma (rytířský stav) - zeman - vladyka (vladyctví) - panoš a páže |

## Šlechtické tituly v dalších zemích
V průběhu dějin mělo každé území svoji vlastní hierarchii šlechty a šlechtických titulů, která se navíc měnila v průběhu dějin. 
| Západní Evropa Panovnické tituly císař (císařovna), Císařská výsost původně caesar a augustus , imperátor ( Starověký Řím ) král (královna), Královská výsost arcivévoda ( Habsburská monarchie ) neboli arcikníže (arcivévodkyně, arcikněžna) velkovévoda (velkovévodkyně), Velkovévodská výsost vévoda (vévodkyně), Výsost dóže - vládce italské republiky kníže-biskup - vládce knížecího biskupství kníže-opat kníže-velmistr / velmistr a kníže - doživotně zvolená hlava významného rytířského řádu s knížecím titulem (pouze Řád maltézských rytířů a Řád německých rytířů , dříve také Řád templářů ), v případě Německého řádu říšský kníže velmistr - doživotně zvolená hlava významného rytířského řádu vysoký mistr - doživotně zvolená hlava Řádu německých rytířů, znamená totéž co velmistr kníže - vládce knížectví hrabě - vládce hrabství |  | - kurfiřt - říšský kníže s právem volit císaře Svaté říše římské - arcivévoda - říšský kníže - kníže - markýz (markýza) - pouze Francie (marquis), Itálie (marchese), Španělsko (marqués) a Spojené království (marquess) - markrabě - lankrabě - hrabě (hraběnka), Earl resp. Countess (Spojené království), jarl (Skandinávie), komtesa - je neprovdaná dcera hraběte - vikomt - vidam - grand - lord (Spojené království) - baron, svobodný pán (německy Freiherr) - baronet (Spojené království) - rytíř (dáma), sir (Spojené království) - zeman - vladyka - panoš a páže |  | - korunní princ/králevic - následník trůnu - princ - infant a infantka - tituly potomků královského páru, používané zejména ve Španělsku - dauphin - princ královské krve - dědičný velkovévoda - dědičný princ |

| - basileos (císař, Byzantská říše) - car - totéž co císař ve slovanských jazycích (přechýleně carevna) - velkokníže / velký kníže (velkokněžna) - kňaz (tj. kníže), domnitor (Rumunsko) - despota - vládce despotátu (Byzantská říše a nástupnické státy) - bán (střední a jihovýchodní Evropa) - vládce či správce území - hospodar, gosudar - pronoiar (Byzantská říše) - bojar - chán - vládce chanátu - kagan - vládce kaganátu |  | - sultán - vládce sultanátu - chalífa - vládce chalífátu - emír - vládce emirátu - chediv (Egypt) - velkovezír / velký vezír - vezír - paša - bej - atabeg - šáhanšáh - král králů, též císař - šáh - perský vládce - padišáh - Kalfa |  | - bádišáh-e-Hind (císař) - mahárádža / maharani - rádža - chuang-ti (svrchovaný panovník, císař) - wang (zhruba král) - tennó (císař) - šógun - daimjó - huey tlatoani - tlatoani - faraon |

## Šlechtické tituly od 18. do 21. století
Velká francouzská revoluce byl první moment v Evropě, kdy začaly být šlechtické tituly zakazovány. Vývoj ale nebyl ani ve Francii jednoznačný a situace v Evropě je dnes extrémně komplikovaná. Jedním z důvodů je, že i pokud byly šlechtické tituly zakazovány, dělo se to často revolučně (např. ve Francii nebo Československu), nikoli právně promyšleně.
Např. ve Francii dekret z 19. až 23. června 1790 zrušil šlechtu jako druhý stav, ale nikoli ale její právní existenci nebo vytváření šlechty. Šlechta byla ve Francii obnovena v roce 1806, ale v roce 1814 byla zrušena hierarchie šlechty. Od roku 1870 lze ve Francii používat šlechtické tituly jako doplněk jména, ale šlechtictví bylo zrušeno.
Šlechtictví bylo i s tituly v Rakousku zrušeno zákonem ze dne 3. dubna 1919, který je platný dodnes. Tedy "z právního hlediska byla monarchie v Rakousku odstraněna velmi důsledně, šlechtické tituly a přídomky jsou zakázány zákonem".